# Planguenoual
Planguenoual (tiếng Breton: Plangonwal, Gallo: Plangenóau) là một xã của tỉnh Côtes-d’Armor, thuộc vùng Bretagne, tây bắc Pháp.

## Dân số
Người dân ở Planguenoual được gọi là Planguenoualais.